# Lãi suất chiết khấu
Lãi suất chiết khấu là lãi suất mà ngân hàng trung ương (ngân hàng Nhà nước) đánh vào các khoản tiền cho các ngân hàng thương mại vay để đáp ứng nhu cầu tiền mặt ngắn hạn hoặc bất thường của các ngân hàng này. Quy định lãi suất chiết khấu là một trong những công cụ của chính sách tiền tệ nhằm điều tiết lượng cung tiền.

## Tác động của lãi suất chiết khấu
Các ngân hàng thương mại phải tính toán tỷ lệ giữa tiền mặt và tiền gửi (dự trữ của ngân hàng) để đáp ứng nhu cầu của khách hàng và họ có một tỷ lệ giữa tiền mặt và tiền gửi an toàn tối thiểu. Tỷ lệ này ngoài quy định của ngân hàng trung ương về tỷ lệ dự trữ bắt buộc còn phụ thuộc vào tình hình kinh doanh của ngân hàng thương mại và dự trữ của ngân hàng thường lớn hơn dự trữ bắt buộc do ngân hàng trung ương quy định. Khi tỷ lệ dự trữ tiền mặt thực tế của ngân hàng thương mại giảm xuống đến gần tỷ lệ an toàn tối thiểu thì họ sẽ phải cân nhắc việc có tiếp tục cho vay hay không vì buộc phải tính toán giữa số tiền thu được từ việc cho vay với các chi phí liên quan trong trường hợp khách hàng có nhu cầu tiền mặt cao bất thường:
- Nếu lãi suất chiết khấu bằng hoặc thấp hơn lãi suất thị trường thì ngân hàng thương mại sẽ tiếp tục cho vay đến khi tỷ lệ dự trữ tiền mặt giảm đến mức tối thiểu cho phép vì nếu thiếu tiền mặt họ có thể vay từ ngân hàng trung ương mà không phải chịu bất kỳ thiệt hại nào.
- Nếu lãi suất chiết khấu cao hơn lãi suất thị trường, các ngân hàng thương mại không thể để cho tỷ lệ dự trữ tiền mặt giảm xuống đến mức tối thiểu cho phép, thậm chí phải dự trữ thêm tiền mặt để tránh phải vay tiền từ ngân hàng trung ương với lãi suất cao hơn lãi suất thị trường khi phát sinh nhu cầu tiền mặt bất thường từ phía khách hàng.

Do vậy, với một tiền cơ sở nhất định, bằng cách quy định lãi suất chiết khấu cao hơn lãi suất thị trường, ngân hàng trung ương có thể buộc các ngân hàng thương mại phải dự trữ tiền mặt bổ sung khiến cho số nhân tiền tệ giảm xuống (vì tỉ số của tiền gửi so với tiền mặt giảm) để làm giảm lượng cung tiền. Ngược lại, khi lãi suất chiết khấu giảm xuống thì các ngân hàng thương mại có thể giảm tỷ lệ dự trữ tiền mặt và do vậy số nhân tiền tệ tăng lên dẫn đến tăng lượng cung tiền.